# Haubenlerche
Die Haubenlerche (Galerida cristata) ist eine Vogelart aus der Familie der Lerchen (Alaudidae). Ihr Bestand in Westeuropa ist hochgradig gefährdet.

## Beschreibung
Die Haubenlerche wird etwa 18 cm groß und ca. 45 g schwer. Sie ist unauffällig gefärbt, von gedrungener Gestalt, hat einen kräftigen, gebogenen Schnabel, mittelhohe Füße, große, breite Flügel und eine Federhaube auf dem Kopf. Die Färbung des Federkleids ist dunkel-grau gestreift, die Unterseite ist weiß und im Bereich der Flügel rötlich. Ihr Schwanz weist einen rostbraunen Außensaum auf.
Haubenlerchen weisen kaum Geschlechtsunterschiede auf. Bei Brutpaaren sind Männchen allenfalls etwas größer und verfügen über eine leicht längere Haube. Zur Brutzeit kann der Brutfleck des Weibchens Hinweise auf das Geschlecht geben.
Der Lockruf klingt wie „trüdritri-eh“ und bildet auch das Hauptmotiv des Gesanges, der oft vom Boden und manchmal im Fluge vorgetragen wird. Er ist sehr melodiös; der Vogel imitiert sogar andere Vögel.

## Ökologie

### Verbreitungsgebiet

Verbreitungsgebiet der Haubenlerche:
Brutgebiete
Ganzjähriges Vorkommen

Die Haubenlerche ist ein Brutvogel der südlichen borealen Zone von West- und Südwesteuropa bis nach Korea und dem Gelben Meer. Die Südgrenze verläuft von Senegal und Gambia, Nigeria, Sudan, dem Norden Kenias und der Küste Arabiens über den Nordosten Indiens bis ins Tiefland von Nepal. Im Nordosten des Brutareals ist die Haubenlerche ein Zugvogel, ansonsten ein Standvogel. Für einzelne Individuen sind jedoch sehr weite Wanderungen nachgewiesen.

### Ernährung
Die Nahrung der Haubenlerche besteht aus Samen von Wildkräutern und Gräsern, im Winter mit einem wechselnden Anteil an Kleintieren. Jungvögel benötigen animalische Kost. Zu der animalischen Kost, die Haubenlerchen fressen, zählen Regenwürmer, kleine und mittelgroße Käfer, Fliegen, kleine Schmetterlinge, Raupen und selten kleine Schnecken sowie Spinnen.

### Lebensraum

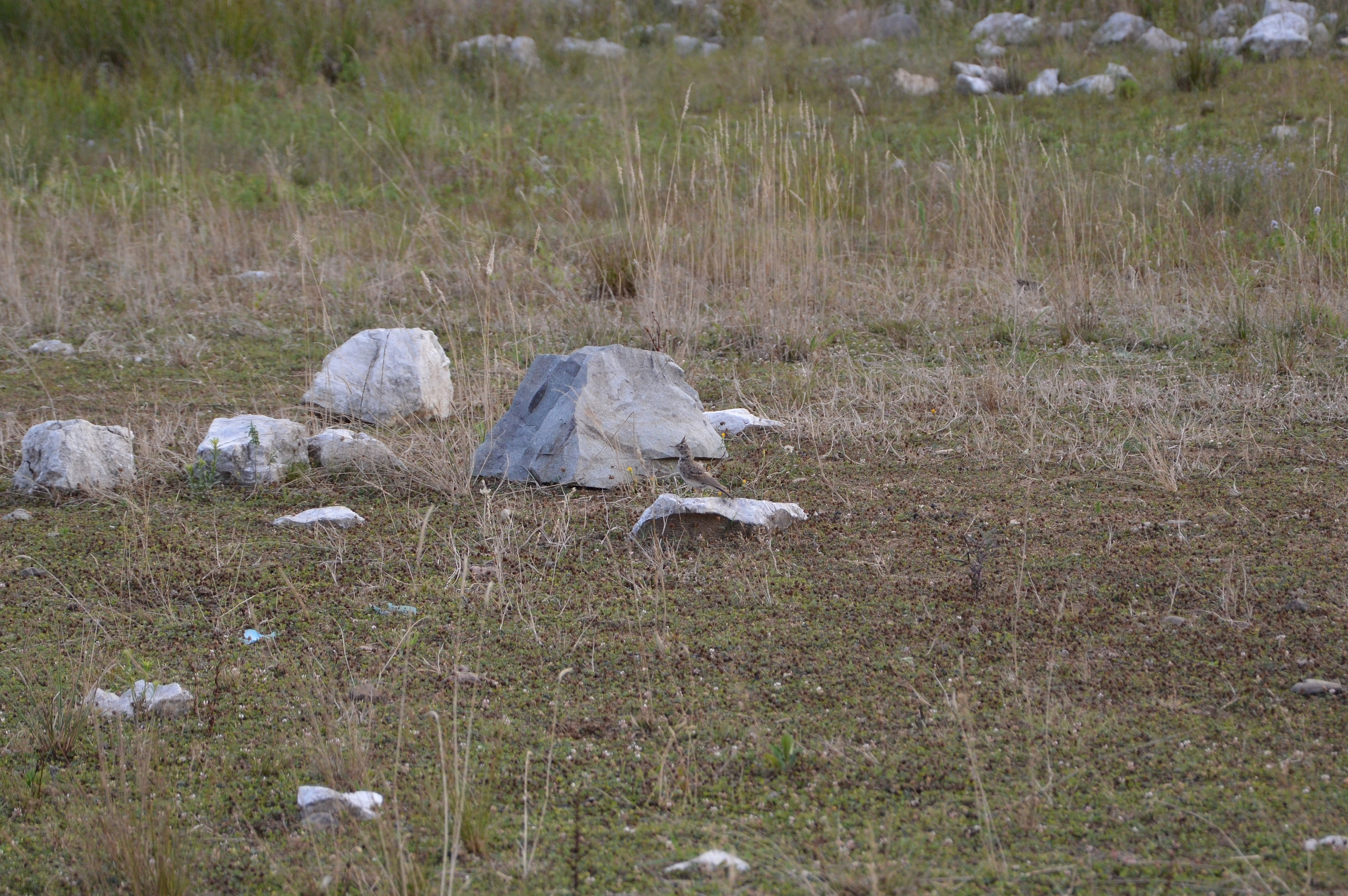
Haubenlerche in typischem Habitat (Botewgrad, Bulgarien)

Im Allgemeinen bevorzugt die Haubenlerche offenes trockenes Grasland, ist aber auch an Feld- und Straßenrändern, in Industriegebieten, Häfen und in Städten anzutreffen. Ideal sind trockenwarme Flächen mit niedriger und lückenhafter Vegetationsdecke vorzugsweise auf lehmigen Sandböden. Eine fortschreitende Bodeneutrophierung beschränkt dabei zunehmend geeignete Habitate.

### Vorkommen
Das Verbreitungsgebiet der Haubenlerche erstreckt sich über Eurasien von Portugal bis Nordostchina und Ostindien und bis nach Kenia.

### Brutbiologie

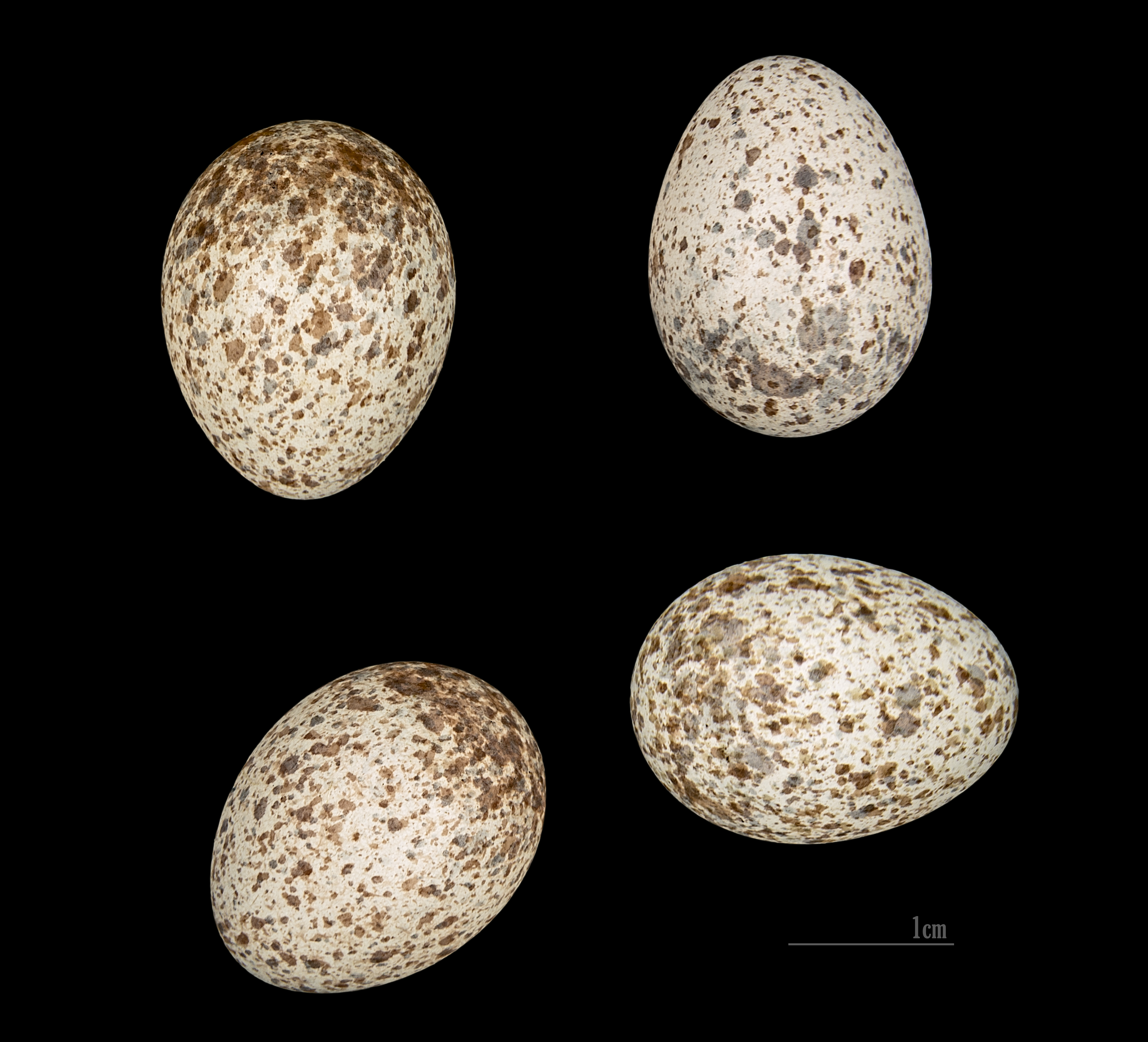
Eier der Haubenlerche

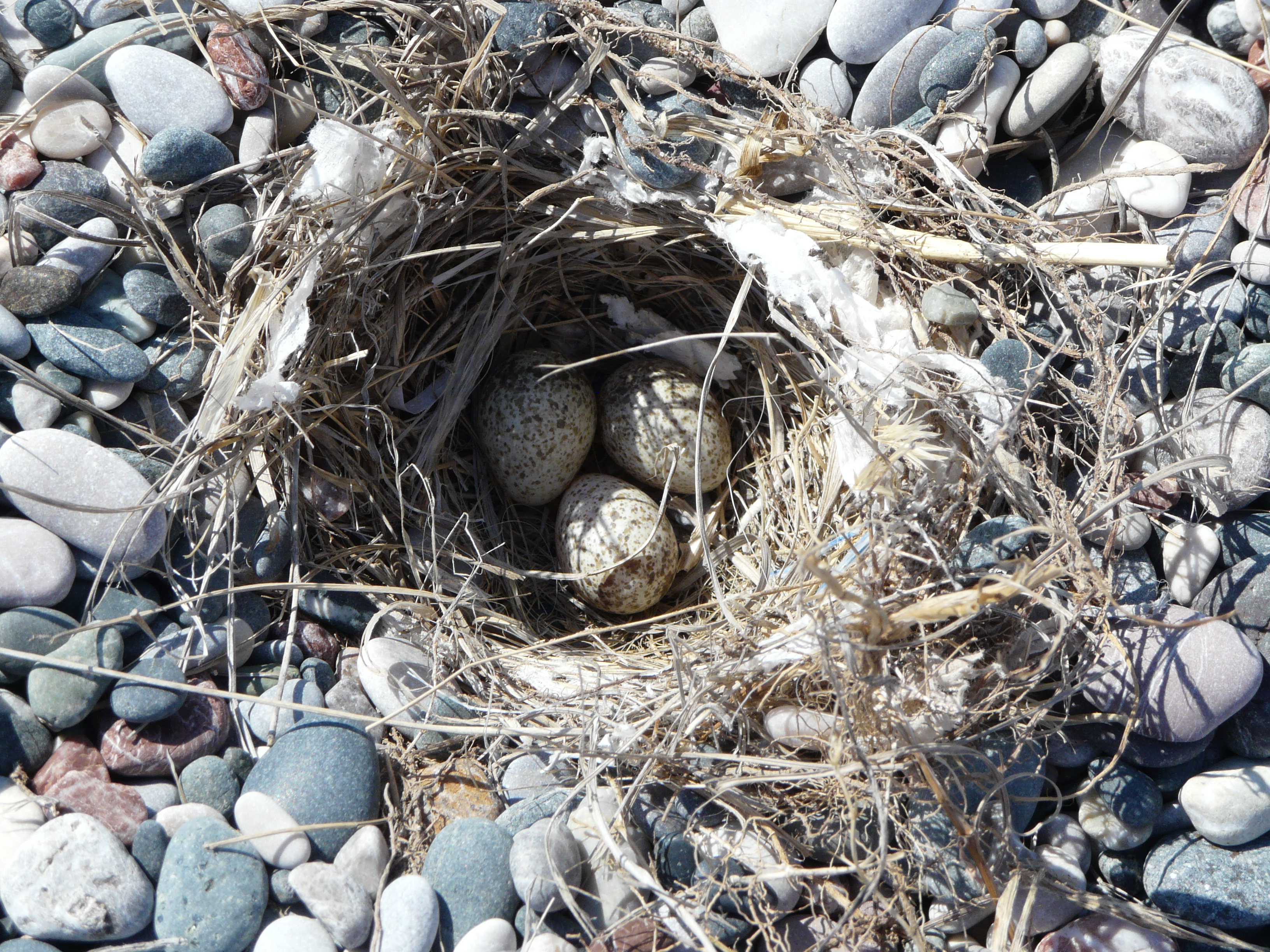
Nest mit Eiern

Das Weibchen baut ein gut getarntes Nest am Boden, manchmal auch an Böschungen und Steinmauern. Zwischen April und Juni werden zweimal je zwei bis fünf Eier gelegt, die elf bis vierzehn Tage bebrütet werden. Die Jungen verlassen das Nest neun bis elf Tage nach dem Schlüpfen.

## Bestandsentwicklung
Die Haubenlerche hat in den letzten Jahrhunderten mehrere klimabedingte Arealerweiterungen und -verluste durchlebt. So dehnte sich das Verbreitungsgebiet in den Wärmephasen im 16. und 18. Jahrhundert aus und ging in den Kältephasen des 17. Jahrhunderts wieder zurück. Zu Beginn des 20. Jahrhunderts profitierte die Haubenlerche von der Entstehung neuer Bruthabitate in Städten und Industrieanlagen. Beginnend ab den 1930er Jahren ging der Bestand, vom Südosten Europas abgesehen, fast in ganz Europa dramatisch zurück.
Die europäische Gesamtpopulation ist seit 1980 um insgesamt 98 % geschrumpft und befindet sich in einem ungünstigen Erhaltungszustand.

### Bestandsentwicklung in Deutschland
In Niedersachsen waren bis 1980 nach Hochrechnungen zwischen 10.000 und 15.000 Brutreviere vorhanden. Bis 1990 hatte sich diese Zahl auf maximal 1.200 verringert, bis 1995 auf höchstens 210. Seit 1998 ist von höchstens 80 Brutrevieren auszugehen. In Sachsen-Anhalt ist für 2005 ein Bestand von 1000 bis 1500 Tieren verzeichnet mit ebenfalls stark rückläufiger Tendenz. In Bayern hat sich der Bestand zwischen 1975 und 1999 um mehr als die Hälfte reduziert und wurde für das Jahr 2016 mit 45 bis 70 Brutpaaren angegeben.
Aufgrund des drastischen Bestandsrückgangs ist die Haubenlerche in der Roten Liste 2020 für die Bundesrepublik Deutschland in der Kategorie 1 (vom Aussterben bedroht) gelistet.
Auch für die Bundesländer Bayern, Niedersachsen und Bremen, Nordrhein-Westfalen (letzter Brutnachweis 2003), Saarland und Schleswig-Holstein ist dies der Fall.
In Brandenburg ist die Haubenlerche in Kategorie 2 (stark gefährdet) eingestuft, in Sachsen-Anhalt ist sie in die Vorwarnliste aufgenommen worden.
In Hamburg stammt der letzte Nachweis aus dem Sommer 2007, die Art muss seither als verschollen gelten.
2005 bis 2009 wurde der Brutbestand für Deutschland auf 3700 bis 6000 Paare geschätzt. 80 bis 95 Prozent der Brutpaare befanden sich in den Bundesländern Brandenburg und Mecklenburg-Vorpommern. Dazu gab es inselartige Verbreitungsschwerpunkte in Sachsen und Sachsen-Anhalt. Brutplätze befinden sich heute in Gewerbegebieten, auf unasphaltierten Großraumparkplätzen und an Bahnanlagen. In ländlichen Gebieten Ostdeutschlands werden heute vorzugsweise Flächen um große Biogasanlagen und Viehzuchtställe besiedelt.
Der Brutbestand für Deutschland im Zeitraum 2011 bis 2016 wird auf 1700 bis 2700 Reviere geschätzt und weist einen stark abnehmenden Trend auf.
Im Mai 2022 wurde, um drei Brutpaare zu schützen, vom Landratsamt des Rhein-Neckar-Kreises verfügt, dass Katzen in Teilen von Walldorf von April bis August kein Freigang gewährt werden darf. Die Maßnahme gilt (zunächst) bis 2025 und ist sehr umstritten.

### Ursachen des Bestandsrückgangs
Trotz günstiger klimatischer Bedingungen im 20. Jahrhundert hat es keine Wiederausbreitung der Art gegeben. Hauptgefährdungsursachen sind offensichtlich Nahrungsmangel und Habitatveränderungen. Ruderal-, Öd- und Brachflächen stehen vielfach nur noch in geringem Maße und über relativ kurze Zeiträume zur Verfügung. Freiflächen beispielsweise in Stadtgebieten, die zu Beginn des 20. Jahrhunderts von Haubenlerchen besiedelt wurden, werden heute zunehmend begrünt, gedüngt und dicht bepflanzt. Auch andere Rohbodenflächen werden sofort eingegrünt. Hinzu kommen eine Intensivierung der Landwirtschaft und eine Aufgabe der extensiven Weidewirtschaft bei gleichzeitiger Versiegelung der Landschaft und Verlust breiter, unbehandelter Ackerrandstreifen und -raine. Dadurch fehlen Wildkräuter, die für die Samennahrung wichtig sind. Gleichzeitig besteht kein ausreichendes Insektenangebot zur Brutzeit mehr.

## Schutzstatus
Die Haubenlerche steht als europäische Vogelart unter dem Schutz der Vogelschutzrichtlinie der Europäischen Union. In der Bundesrepublik Deutschland zählt sie gem. § 7 Abs. 2 Nr. 14 c) Bundesnaturschutzgesetz zu den streng geschützten Arten.

## Unterarten
Es sind 33 Unterarten bekannt:

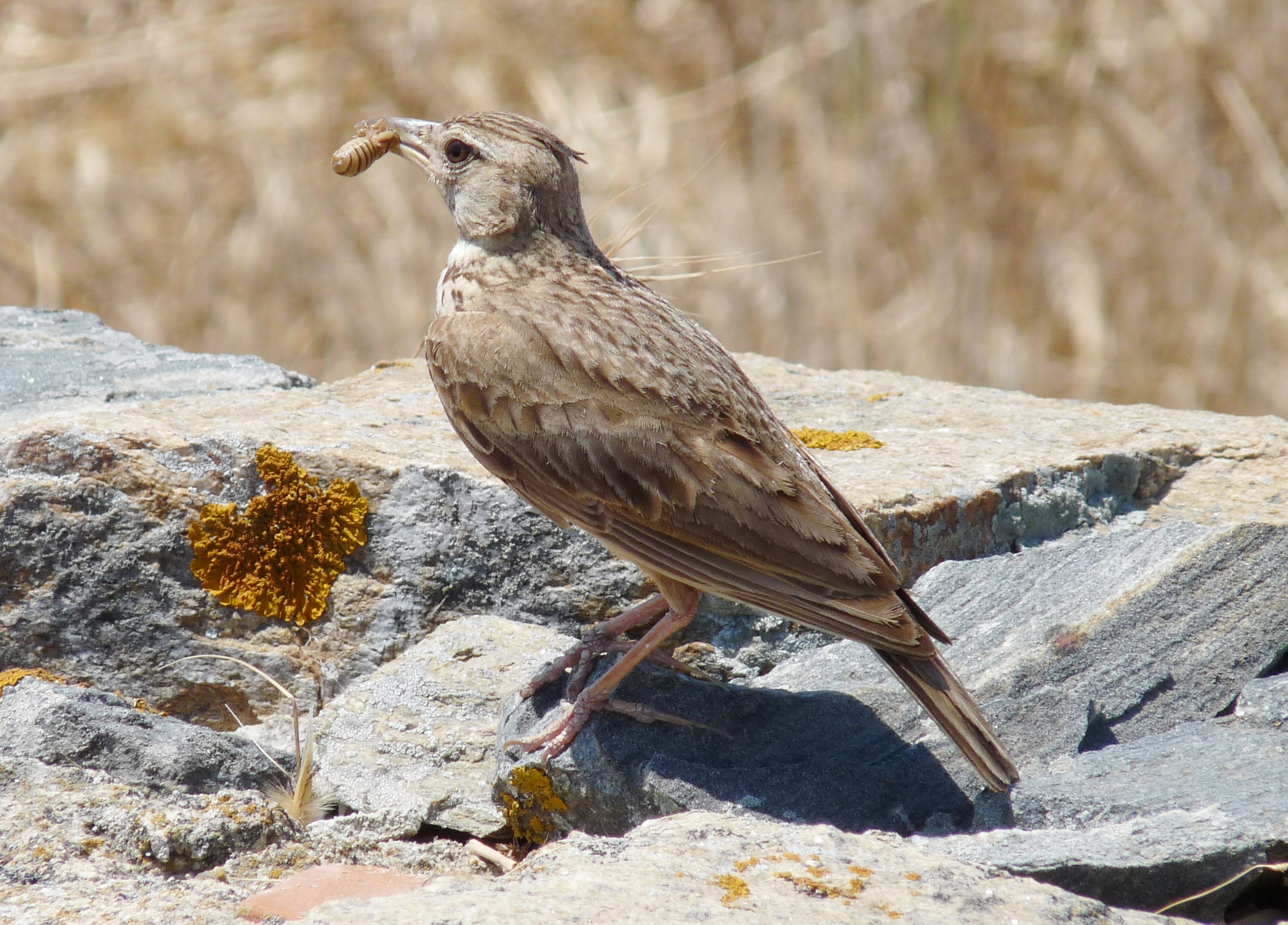
Haubenlerche der Unterart G.c. meridionalis mit Futter (Delos, Griechenland)

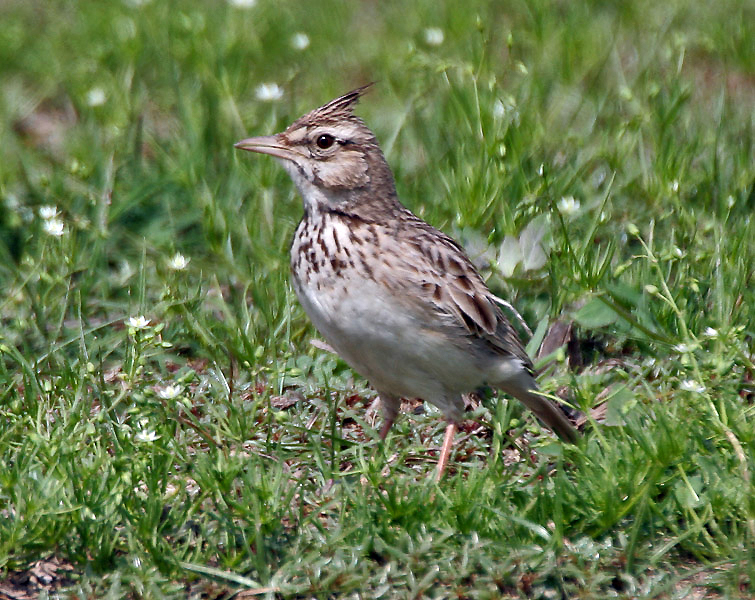
Haubenlerche der Unterart G.c. chendoola im Sultanpur-Nationalpark (Indien)

- Galerida cristata pallida Brehm, CL, 1858 ist auf der Iberischen Halbinsel verbreitet.
- Galerida cristata cristata (Linnaeus, 1758) kommt vom Süden Skandinaviens bis Frankreich und östlich bis in die Ukraine und Ungarn vor.
- Galerida cristata neumanni Hilgert, 1907 ist im westlichen zentralen Italien verbreitet.
- Galerida cristata apuliae von Jordans, 1935 kommt im Süden Italiens und auf Sizilien vor.
- Galerida cristata meridionalis Brehm, CL, 1841 ist vom Osten Kroatiens bis ins zentrale Griechenland und die westliche Türkei verbreitet.
- Galerida cristata cypriaca Bianchi, 1907 kommt auf Rhodos, Karpathos und Zypern vor.
- Galerida cristata tenuirostris Brehm, CL, 1858 ist vom Osten Ungarns und Rumäniens bis in den Süden Russlands bis Kasachstan verbreitet.
- Galerida cristata caucasica Taczanowski, 1888 kommt auf den östlichen Ägäischen Inseln, der nördlichen Türkei und dem südlichen Kaukasus vor.
- Galerida cristata kleinschmidti Erlanger, 1899 kommt im Nordwesten Marokkos vor.
- Galerida cristata riggenbachi Hartert, 1902 kommt im Westen Marokkos vor.
- Galerida cristata carthaginis Kleinschmidt, O & Hilgert, 1905 kommt im Nordosten Marokkos bis ins nördliche Tunesien vor.
- Galerida cristata arenicola Tristram, 1859 ist im Nordosten Algeriens, im Südens Tunesiens und dem Nordwesten Libyens verbreitet.
- Galerida cristata festae Hartert, 1922 kommt an der Küste im Nordosten Libyens vor.
- Galerida cristata brachyura Tristram, 1865 ist im Innenland des nordöstlichen Libyen bis in den Süden Iraks und das nördliche Arabische Halbinsel verbreitet.
- Galerida cristata helenae Lavauden, 1926 kommt im Südosten Algeriens und dem Südwesten Libyens vor.
- Galerida cristata jordansi Niethammer, 1955 kommt in den Aïr-Bergen vor.
- Galerida cristata nigricans Brehm, CL, 1855 ist im Nildelta verbreitet.
- Galerida cristata maculata Brehm, CL, 1858 kommt im zentralen Ägypten vor.
- Galerida cristata halfae Nicoll, 1921 ist im Süden Ägyptens und im nördlichen Sudan verbreitet.
- Galerida cristata altirostris Brehm, CL, 1855 kommt im Osten des Sudans und in Eritrea vor.
- Galerida cristata somaliensis Reichenow, 1907 ist im Süden Äthiopiens, im nördlichen Somalia und im nördlichen Kenia verbreitet.
- Galerida cristata balsaci Dekeyser & Villiers, 1950 kommt an der Küste Mauretaniens vor.
- Galerida cristata senegallensis (Statius Müller, PL, 1776) ist in Mauretanien, dem Senegal und Gambia bis in den Niger verbreitet.
- Galerida cristata alexanderi Neumann, 1908 kommt im Norden Nigerias bis in den westlichen Sudan und den Nordosten der Zentralafrikanischen Republik vor.
- Galerida cristata isabellina Bonaparte, 1850 ist im zentralen Sudan verbreitet.
- Galerida cristata cinnamomina Hartert, 1904 kommt im Westen des Libanons und dem Nordwesten Israels vor.
- Galerida cristata zion Meinertzhagen, R, 1920 ist vom Süden der Türkei bis ins nordöstliche Israel verbreitet.
- Galerida cristata subtaurica (Kollibay, 1912) kommt in der Zentraltürkei bis in den Südwesten Turkmenistans und den Norden Irans vor.
- Galerida cristata magna Hume, 1871 ist vom zentralen Iran und das zentrale Turkmenistan bis in den Nordwesten Pakistans, Kasachstan, die südliche Mongolei und den Nordwesten Chinas verbreitet.
- Galerida cristata leautungensis (Swinhoe, 1861) kommt im nordöstlichen und östlichen China vor.
- Galerida cristata coreensis Taczanowski, 1888 kommt in Korea vor.
- Galerida cristata lynesi Whistler, 1928 ist im Norden Pakistans verbreitet.
- Galerida cristata chendoola (Franklin, 1831) kommt im zentralen und östlichen Pakistan über das westliche und nördliche Indien bis in den Süden Nepals vor.

Die Unterart Galerida cristata iwanowi, die Charles Vaurie 1959 beschrieben hatte, wird heute als Synonym für Galerida cristata magna betrachtet.

## Trivia
Der Asteroid des inneren Hauptgürtels (8775) Cristata ist nach der Haubenlerche benannt (wissenschaftlicher Name: Galerida cristata). Zum Zeitpunkt der Benennung des Asteroiden am 2. Februar 1999 befand sich die Haubenlerche auf der niederländischen Roten Liste gefährdeter Arten.